# Чарлз Саварін
Чарлз Анджело Саварін (2 жовтня 1943 , Portsmouth, Парафія Сент-Джонd )(англ. Charles Angelo Savarin) — політичний діяч Домініки, президент Домініки (2013-2023).

## Кар'єра
1979 року очолив Комітет національної безпеки (КНС). Тому політичному органу було доручено здійснення контролю над мирним переходом усіх державних установ під управління тимчасового уряду. 1980 після невдалих для себе виборів намагався оскаржити обрання нового президента, але отримав відмову від конституційного суду.
1983 року очолив канцелярію прем'єр-міністра, керував розв'язанням проблем торгівлі, промисловості й туризму. 1986 отримав пост посла й постійного представника у Європейському Союзі. Одночасно він виступав неформальним представником послів деяких африканських, карибських і тихоокеанських держав. Термін його повноважень завершився 1993 року, після чого, повернувшись у Домініку, він став генеральним директором Національної корпорації розвитку (NDC).
2000 року Чарлз Саварін очолив міністерство туризму, а його наставник у партії П'єр Чарлз став прем'єр-міністром. 2008 став міністром комунального господарства, портів і державної служби.
30 вересня 2013 року Саварін був обраний на пост президента країни. Наступного дня він, склавши присягу, вступив на посаду.